# Сажина Олена Дмитрівна
Олена Дмитрівна Сажина (уроджена Балабанова, нар.. 6 вересня 1994 року, Севастополь, Україна) — російська телеведуча, блогерка та акторка, відома під сценічним псевдонімом Helen No.

## Життєпис
Олена Балабанова народилася 6 вересня 1994 року в Севастополі. У 10-річному віці разом із сім'єю переїхала до Санкт-Петербурга . У 2011 році закінчила середню загальноосвітню школу № 634. Потім, навчалася на факультеті економіки та фінансів Північно-Західного інституту управління . Працювала у салонах краси, володіла власною мережею салонів краси у Санкт-Петербурзі. Закінчила курси акторської майстерності, навчалася на курсах для телеведучих .

## Кар'єра
У 2016 році, після народження доньок, почала вести свій блог. За даними на вересень 2020 року, вона мала 6,8 млн фоловерів у Instagram (станом на листопад 2022 року — 10,2 млн), 2,1 млн — у «TikTok», та 242 тис. — на Youtube .
У 2017 році здобула премію «InstaMam Award» у номінації «Мама-блогер».
У січні 2018 року стала телеведучою передач «Млинець. Ком» та «Пожирачі» на телеканалі «Телекафе».
У 2018—2019 роках — ведуча телепередачі «Яжмати» на каналі «Твій Дім».
Була співведучою першого випуску шоу «А поговорити?» на каналі "Москва 24" .
У травні 2018 року вийшла книга Олени Сажиної «Дбайлива мама VS Успішна жінка. Правила мам нового покоління».
8 березня 2019 року під псевдонімом Helen Yes випустила дебютний трек «Счастье». Цього ж року випустила ще ряд пісень: «Танцуй со мною, Паш», «Мыльные пузыри», «Лето в ленте», «Моя весна» та «COOL».
Знялася у відеокліпах Іди Галич («Найти тебя»), Каті Кокоріної та Домініка Джокера («Новый день и Новый год»), Ольги Бузової («Танцуй под Бузову»), групи «Руки Вверх!» («Я больной тобой»).

## Особисте життя
У 2016 році в Олени народилися доньки-двійнята Мілана та Аліна .
15 березня 2020 рока блогерка повідомила в Instagram про розлучення з чоловіком Павлом .

## Фільмографія
- 2018 — Деффчонки (6-й сезон) — дружина під час розлучення
- 2018 — Віллі та круті тачки / Wheely — Белла (озвучування)

## Нагороди
- Срібна кнопка YouTube (2017).
- Премія «InstaMam Award» у номінації «Мама-блогер» (2017).
- Премія «Людина року» в номінації «Співаючий блогер» (2019)[25] .
- Премія «#Instars-Awards» у номінаціях «Найкращий блогер» та «Найкращий співаючий блогер» (2019)[26], «Любов аудиторії» (2020)[27] .

## Книги
- Заботливая мама VS Успешная женщина. Правила мам нового поколения. — Москва: Эксмо, 2018. ISBN 978-5-04-093987-9